# Krutxónaia Balka
Krutxónaia Balka (en rus: Кручёная Балка) és un poble de l'óblast de Rostov, a Rússia, que en el cens del 2010 tenia 1.838 habitants, pertany al districte de Salsk.